# Lillehammer Triple 2018
Das 2. Lillehammer Triple 2018 war eine Reihe von Skisprungwettkämpfen, die als Auftakt des Skisprung-Weltcups 2018/19 zwischen dem 29. November und dem 2. Dezember 2018 stattfand. Das Lillehammer Triple wurde von der FIS organisiert. Wie im Vorjahr wurde die Serie auf dem Lysgårdsbakken im norwegischen Lillehammer ausgetragen und sie bestand aus drei Einzelwettkämpfen, von denen zwei auf der Normal- und der finale auf der Großschanze stattfanden.
Titelverteidigerin des Lillehammer Triples 2017 war die Deutsche Katharina Althaus.
Die Gesamtwertung gewann die Deutsche Katharina Althaus mit 750,4 Punkten, die damit ihren Titel aus dem Vorjahr verteidigte. Auf den Plätzen zwei und drei folgten mit Juliane Seyfarth (729,6) und Ramona Straub (715,1) zwei weitere deutsche Skispringerinnen.

## Teilnehmerinnen
Es nahmen 62 Athletinnen aus 17 Nationen am Lillehammer Triple 2018 teil:
| Nation              | Anzahl | Athletinnen                                                                                                  |
| ------------------- | ------ | --- |
| Norwegen            | 6      | Ingebjørg Saglien Bråten, Thea Sofie Kleven, Maren Lundby, Silje Opseth, Karoline Røstad, Anna Odine Strøm   |
| Deutschland         | 6      | Katharina Althaus, Pauline Heßler, Anna Rupprecht, Juliane Seyfarth, Ramona Straub, Carina Vogt              |
| Finnland            | 3      | Susanna Forsström, Julia Kykkänen, Julia Tervahartiala                                                       |
| Frankreich          | 4      | Océane Avocat Gros, Julia Clair, Léa Lemare, Lucile Morat                                                    |
| Italien             | 2      | Lara Malsiner, Elena Runggaldier                                                                             |
| Japan               | 6      | Yūki Itō, Kaori Iwabuchi, Haruka Iwasa, Nozomi Maruyama, Yūka Setō, Sara Takanashi                           |
| Kasachstan          | 3      | Walentina Sderschikowa, Weronika Schischkina, Alina Tuchtajewa                                               |
| Österreich          | 4      | Chiara Hölzl, Daniela Iraschko-Stolz, Eva Pinkelnig, Jacqueline Seifriedsberger                              |
| Polen               | 3      | Kamila Karpiel, Kinga Rajda, Anna Twardosz                                                                   |
| Rumänien            | 3      | Daniela Haralambie, Carina Alexandra Militaru, Andreea Diana Trâmbițaș                                       |
| Russland            | 6      | Alexandra Baranzewa, Lidija Jakowlewa, Xenija Kablukowa, Alexandra Kustowa, Anna Schpynjowa, Sofja Tichonowa |
| Schweden            | 2      | Astrid Norstedt, Frida Westman                                                                               |
| Slowenien           | 6      | Urša Bogataj, Jerneja Brecl, Ema Klinec, Nika Križnar, Špela Rogelj, Maja Vtič                               |
| Tschechien          | 3      | Barbora Blažková, Karolína Indráčková, Štěpánka Ptáčková                                                     |
| Ungarn              | 1      | Virág Vörös                                                                                                  |
| Vereinigte Staaten  | 2      | Nita Englund, Tara Geraghty-Moats                                                                            |
| Volksrepublik China | 2      | Li Xueyao, Ma Tong                                                                                           |

## Übersicht
| Datum         | Ort           | Schanze              | Siegerin          | Zweite           | Dritte                 | Führende          |
| ------------- | ------------- | -------------------- | ----------------- | ---------------- | ---------------------- | ----------------- |
| 30.11.2018    | Lillehammer   | Lysgårdsbakken HS98  | Juliane Seyfarth  | Maren Lundby     | Sara Takanashi         | Juliane Seyfarth  |
| 01.12.2018    | Lillehammer   | Lysgårdsbakken HS98  | Lidija Jakowlewa  | Maren Lundby     | Ema Klinec             | Juliane Seyfarth  |
| 02.12.2018    | Lillehammer   | Lysgårdsbakken HS140 | Katharina Althaus | Ramona Straub    | Daniela Iraschko-Stolz | Katharina Althaus |
| Gesamtwertung | Gesamtwertung | Gesamtwertung        | Katharina Althaus | Juliane Seyfarth | Ramona Straub          |                   |

## Wettkämpfe

### Normalschanze I
HS98
- Qualifikation: 29. November 2018
- Wettkampf: 30. November 2018

| Rang | Name                   | Weite 1 | Weite 2 | Punkte |
| ---- | ---------------------- | ------- | ------- | ------ |
| 01.  | Juliane Seyfarth       | 98,5 m  | 97,0 m  | 258,8  |
| 02.  | Maren Lundby           | 97,0 m  | 99,5 m  | 246,2  |
| 03.  | Sara Takanashi         | 88,5 m  | 94,0 m  | 240,2  |
| 04.  | Katharina Althaus      | 88,0 m  | 91,0 m  | 234,2  |
| 05.  | Carina Vogt            | 88,0 m  | 91,5 m  | 233,4  |
| 06.  | Ramona Straub          | 84,5 m  | 89,5 m  | 227,8  |
| 07.  | Eva Pinkelnig          | 89,5 m  | 84,5 m  | 225,5  |
| 08.  | Lidija Jakowlewa       | 88,5 m  | 92,0 m  | 221,3  |
| 09.  | Ema Klinec             | 85,5 m  | 90,5 m  | 220,1  |
| 10.  | Anna Odine Strøm       | 87,5 m  | 89,5 m  | 215,8  |
| 11.  | Daniela Iraschko-Stolz | 91,0 m  | 81,0 m  | 215,7  |
| 12.  | Urša Bogataj           | 88,5 m  | 85,5 m  | 214,0  |
| 13.  | Nika Križnar           | 83,5 m  | 89,5 m  | 212,7  |
| 14.  | Yūki Itō               | 82,5 m  | 90,0 m  | 207,7  |
| 15.  | Chiara Hölzl           | 86,0 m  | 85,0 m  | 205,7  |

| Rang | Name                       | Weite 1 | Weite 2 | Punkte |
| ---- | -------------------------- | ------- | ------- | ------ |
| 16.  | Lara Malsiner              | 86,0 m  | 86,0 m  | 205,1  |
| 17.  | Sofja Tichonowa            | 81,5 m  | 87,5 m  | 202,4  |
| 18.  | Elena Runggaldier          | 85,5 m  | 83,0 m  | 201,5  |
| 19.  | Kaori Iwabuchi             | 82,0 m  | 82,0 m  | 197,4  |
| 20.  | Maja Vtič                  | 81,0 m  | 81,5 m  | 194,7  |
| 21.  | Lucile Morat               | 83,5 m  | 78,5 m  | 193,0  |
| 22.  | Alexandra Kustowa          | 87,5 m  | 75,5 m  | 189,5  |
| 23.  | Léa Lemare                 | 74,5 m  | 82,0 m  | 189,1  |
| 24.  | Anna Rupprecht             | 85,0 m  | 81,0 m  | 188,0  |
| 25.  | Pauline Heßler             | 74,5 m  | 81,0 m  | 177,6  |
| 26.  | Océane Avocat Gros         | 79,5 m  | 79,5 m  | 176,4  |
| 27.  | Ingebjørg Saglien Bråten   | 81,0 m  | 74,0 m  | 175,3  |
| 28.  | Li Xueyao                  | 83,5 m  | 78,0 m  | 172,1  |
| 29.  | Jacqueline Seifriedsberger | 70,0 m  | 75,0 m  | 168,9  |
| 30.  | Špela Rogelj               | 75,5 m  | 72,0 m  | 151,9  |

### Normalschanze II
HS98
- Qualifikation und Wettkampf: 1. Dezember 2018

| Rang | Name                   | Weite 1 | Weite 2 | Punkte |
| ---- | ---------------------- | ------- | ------- | ------ |
| 01.  | Lidija Jakowlewa       | 095,0 m | 096,0 m | 273,9  |
| 02.  | Maren Lundby           | 101,5 m | 088,5 m | 269,0  |
| 03.  | Ema Klinec             | 094,5 m | 098,5 m | 265,9  |
| 04.  | Katharina Althaus      | 093,0 m | 097,5 m | 262,2  |
| 05.  | Juliane Seyfarth       | 097,5 m | 092,0 m | 256,8  |
| 06.  | Daniela Iraschko-Stolz | 093,0 m | 094,0 m | 251,4  |
| 07.  | Nika Križnar           | 094,0 m | 092,0 m | 251,0  |
| 08.  | Yūka Setō              | 096,5 m | 093,5 m | 250,9  |
| 09.  | Silje Opseth           | 092,5 m | 093,0 m | 250,8  |
| 10.  | Eva Pinkelnig          | 092,5 m | 094,5 m | 248,7  |
| 11.  | Anna Odine Strøm       | 100,0 m | 090,5 m | 246,7  |
| 12.  | Ramona Straub          | 089,0 m | 088,5 m | 245,3  |
| 12.  | Urša Bogataj           | 091,5 m | 090,0 m | 245,3  |
| 14.  | Lara Malsiner          | 094,5 m | 088,0 m | 240,9  |
| 15.  | Carina Vogt            | 089,0 m | 094,0 m | 237,8  |

| Rang | Name               | Weite 1 | Weite 2 | Punkte |
| ---- | ------------------ | ------- | ------- | ------ |
| 16.  | Sofja Tichonowa    | 094,5 m | 087,5 m | 237,5  |
| 17.  | Daniela Haralambie | 091,0 m | 091,5 m | 235,2  |
| 18.  | Yūki Itō           | 090,0 m | 085,5 m | 232,9  |
| 19.  | Kaori Iwabuchi     | 087,0 m | 088,0 m | 232,7  |
| 20.  | Léa Lemare         | 088,0 m | 087,0 m | 231,4  |
| 21.  | Chiara Hölzl       | 092,0 m | 084,0 m | 230,2  |
| 22.  | Lucile Morat       | 092,5 m | 084,0 m | 224,6  |
| 23.  | Alexandra Kustowa  | 087,0 m | 087,5 m | 224,3  |
| 24.  | Jerneja Brecl      | 086,0 m | 087,5 m | 223,0  |
| 25.  | Pauline Heßler     | 086,0 m | 080,5 m | 220,8  |
| 26.  | Maja Vtič          | 086,5 m | 082,0 m | 220,0  |
| 27.  | Anna Rupprecht     | 087,0 m | 082,5 m | 219,7  |
| 28.  | Elena Runggaldier  | 086,5 m | 084,0 m | 214,6  |
| 29.  | Nozomi Maruyama    | 087,0 m | 080,0 m | 211,7  |
| 30.  | Nita Englund       | 084,5 m | 071,5 m | 203,2  |

| Rang | Name                   | Punkte |
| ---- | ---------------------- | ------ |
| 01.  | Juliane Seyfarth       | 515,6  |
| 02.  | Maren Lundby           | 515,2  |
| 03.  | Katharina Althaus      | 496,4  |
| 04.  | Lidija Jakowlewa       | 495,2  |
| 05.  | Ema Klinec             | 486,0  |
| 06.  | Eva Pinkelnig          | 474,2  |
| 07.  | Ramona Straub          | 473,1  |
| 08.  | Carina Vogt            | 471,2  |
| 09.  | Daniela Iraschko-Stolz | 467,1  |
| 10.  | Nika Križnar           | 463,7  |

### Großschanze
HS140
- Qualifikation: 1. Dezember 2018
- Wettkampf: 2. Dezember 2018

| Rang | Name                       | Weite 1 | Weite 2 | Punkte |
| ---- | -------------------------- | ------- | ------- | ------ |
| 01.  | Katharina Althaus          | 128,5 m | 139,5 m | 254,0  |
| 02.  | Ramona Straub              | 127,0 m | 135,0 m | 242,0  |
| 03.  | Daniela Iraschko-Stolz     | 131,0 m | 127,0 m | 241,7  |
| 04.  | Eva Pinkelnig              | 130,0 m | 122,0 m | 224,1  |
| 05.  | Alexandra Kustowa          | 125,0 m | 127,0 m | 220,7  |
| 06.  | Lidija Jakowlewa           | 119,5 m | 129,0 m | 218,7  |
| 07.  | Carina Vogt                | 125,5 m | 124,0 m | 216,7  |
| 08.  | Juliane Seyfarth           | 123,0 m | 123,0 m | 214,0  |
| 09.  | Yūki Itō                   | 119,5 m | 123,5 m | 212,0  |
| 10.  | Nika Križnar               | 121,0 m | 125,0 m | 210,4  |
| 11.  | Sara Takanashi             | 117,5 m | 124,0 m | 210,1  |
| 12.  | Anna Odine Strøm           | 119,0 m | 125,0 m | 207,6  |
| 13.  | Jacqueline Seifriedsberger | 122,5 m | 121,0 m | 205,1  |
| 14.  | Léa Lemare                 | 121,0 m | 118,0 m | 203,5  |
| 15.  | Silje Opseth               | 112,0 m | 123,0 m | 203,2  |

| Rang | Name                     | Weite 1 | Weite 2 | Punkte |
| ---- | ------------------------ | ------- | ------- | ------ |
| 16.  | Ema Klinec               | 124,0 m | 118,5 m | 199,4  |
| 17.  | Ingebjørg Saglien Bråten | 120,5 m | 116,0 m | 194,3  |
| 18.  | Lucile Morat             | 112,5 m | 122,5 m | 194,1  |
| 19.  | Jerneja Brecl            | 117,0 m | 117,5 m | 193,6  |
| 20.  | Urša Bogataj             | 117,5 m | 113,0 m | 187,4  |
| 21.  | Elena Runggaldier        | 116,0 m | 115,0 m | 187,3  |
| 22.  | Maren Lundby             | 119,5 m | 109,5 m | 184,6  |
| 23.  | Sofja Tichonowa          | 109,0 m | 118,0 m | 183,6  |
| 24.  | Pauline Heßler           | 109,5 m | 114,5 m | 180,9  |
| 25.  | Nozomi Maruyama          | 115,0 m | 112,0 m | 179,3  |
| 26.  | Špela Rogelj             | 114,0 m | 112,5 m | 174,3  |
| 27.  | Xenija Kablukowa         | 108,0 m | 113,5 m | 170,4  |
| 28.  | Julia Clair              | 113,5 m | 108,5 m | 169,3  |
| 29.  | Kaori Iwabuchi           | 107,0 m | 108,0 m | 166,5  |
| 30.  | Yūka Setō                | 117,5 m | 097,5 m | 154,7  |

## Gesamtwertung
| Rang | Name                   | Punkte |
| ---- | ---------------------- | ------ |
| 01.  | Katharina Althaus      | 750,4  |
| 02.  | Juliane Seyfarth       | 729,6  |
| 03.  | Ramona Straub          | 715,1  |
| 04.  | Lidija Jakowlewa       | 713,9  |
| 05.  | Daniela Iraschko-Stolz | 708,8  |
| 06.  | Maren Lundby           | 699,8  |
| 07.  | Eva Pinkelnig          | 698,3  |
| 08.  | Carina Vogt            | 687,9  |
| 09.  | Ema Klinec             | 685,4  |
| 10.  | Nika Križnar           | 674,1  |
| 11.  | Anna Odine Strøm       | 670,1  |
| 12.  | Yūki Itō               | 652,6  |
| 13.  | Urša Bogataj           | 646,7  |
| 14.  | Alexandra Kustowa      | 634,5  |
| 15.  | Léa Lemare             | 624,0  |
| 16.  | Sofja Tichonowa        | 623,5  |
| 17.  | Lucile Morat           | 611,7  |
| 18.  | Elena Runggaldier      | 603,4  |
| 19.  | Kaori Iwabuchi         | 596,6  |
| 20.  | Pauline Heßler         | 579,3  |
| 21.  | Silje Opseth           | 521,6  |
| 22.  | Chiara Hölzl           | 495,8  |
| 23.  | Jerneja Brecl          | 494,7  |

| Rang | Name                       | Punkte |
| ---- | -------------------------- | ------ |
| 24.  | Maja Vtič                  | 488,1  |
| 25.  | Anna Rupprecht             | 487,2  |
| 26.  | Ingebjørg Saglien Bråten   | 480,0  |
| 27.  | Jacqueline Seifriedsberger | 473,3  |
| 28.  | Sara Takanashi             | 450,3  |
| 29.  | Lara Malsiner              | 446,0  |
| 30.  | Yūka Setō                  | 405,6  |
| 31.  | Nozomi Maruyama            | 391,0  |
| 32.  | Julia Clair                | 354,3  |
| 33.  | Li Xueyao                  | 349,3  |
| 34.  | Xenija Kablukowa           | 347,7  |
| 35.  | Špela Rogelj               | 326,2  |
| 36.  | Daniela Haralambie         | 316,4  |
| 37.  | Océane Avocat Gros         | 286,7  |
| 38.  | Nita Englund               | 255,8  |
| 39.  | Anna Schpynjowa            | 254,5  |
| 40.  | Alexandra Baranzewa        | 179,1  |
| 41.  | Haruka Iwasa               | 165,8  |
| 42.  | Julia Kykkänen             | 071,4  |
| 43.  | Anna Twardosz              | 070,9  |
| 44.  | Karolína Indráčková        | 070,5  |
| 45.  | Ma Tong                    | 069,6  |
| 46.  | Kamila Karpiel             | 057,3  |